# Cao Mianying
Pour les articles homonymes, voir Cao.
Dans ce nom chinois, le nom de famille, Cao, précède le nom personnel.
Cao Mianying est une rameuse en aviron chinoise née le 19 juin 1967 dans la province du Zhejiang. Lors des Jeux olympiques d'été de 1996 se tenant à Atlanta aux États-Unis, elle remporte la médaille d'argent en deux de couple avec sa compatriote Zhang Xiuyun.